# Бельский, Марцин
Ма́рцин Бе́льский (Ма́ртин; пол. Marcin Bielski; ок. 1495, село Бяла под Паенчно, Серадзская земля — 18 декабря 1575) — польский писатель, поэт и историограф. Главная заслуга Марцина Бельского заключается в том, что он первый стал писать хроники на польском, а не на латинском языке.

## Биография
Марцин Бельский в основном был занят ведением хозяйства в своем поместье и, как шляхтич, состоявший на службе у графа, маршалка великого коронного Петра Кмиты, принимал участие в войнах, в частности, в битве 22 августа 1531 года, которая произошла между войсками молдавского господаря Петра IV Рареша и короля польского Сигизмунда I Старого при Обертыне на Покутье, сейчас Ивано-Франковская область.
В 1540 году женился на наследнице хозяина поместья Белая Шляхетская. По названию села взял себе фамилию Бельский.
Самым значительным трудом Бельского является «Хроника всего мира» («Хроника всего света», пол. Kronika wszystkiego świata) — первый в польской литературе обзор всемирной истории, включая сюжеты об Индии, Египте, Греции и Риме. При жизни автора она издавалась трижды: в 1551, 1554 и 1564 годах. «Хроника», значительная часть которой посвящена соседним странам, существенно повлияла на всю восточнославянскую историографию, в ней содержится немало ценных сведений об истории разных частей Руси. Мартин Бельский в своем труде «Хроника всего мира» отказывается от концепции «Чех, Рус и Лях», принятой Длугошем.
Бельский пишет: «Откуда Русь имеет имя, об этом существуют различные людские мнения. Хотя наши старшие хронисты, как Длугош и Меховита [Меховский], и думают, что они названы так от Руса, брата или внука Леха, но этого не может быть ни в каком случае, так как Русь много старше <…>, чем наш предок Лех туда пришел. <…>
Другие хотят вести ее название от местечка Руссы, которое находится недалеко от Новгорода в Москве (ВКМ), а иные от русых волос, с какими теперь более всего видишь русаков. Другие ее также от Фет Русыма, потомка Хама, выводят, как Северин Доминиканец в Генеалогии Христа Господа, которая недавно вышла в Риме. А иные от князя Рос, которого встречаем у Езекииля в Священном Писании. Но самое верное — что от рассеяния, как я писал раньше, имеют имя, ибо этот народ так сильно распространился по свету, что наполнил собою великую часть Европы и Азии».
Историки отмечают, что Бельский разрабатывает москвоцентричную версию истории восточных славян. Он развивает тезис о происхождении русских от Иафета и утверждает, что «московский народ» ведет прямую родословную от Мезеха (Мосоха), младшего сына Иафета: «Мезех, от которого Москва и все словены». Один из томов «Хроники всего света» Бельского выходит под названием «О народе московском или русском», что само по себе уже указывает на то, что автор считает московских людей русскими.
Не менее любопытно следующее рассуждение Бельского, приводимое им в книге «Польская хроника» (1564): «Сама языковая общность наша с москвой явно свидетельствует, что мы происходим от одного народа и потому должны быть детьми от одного общего отца».
Хронограф, рукописно переведенный на русский язык в 1584 году, содержит первую на этом языке ссылку на путешествие итальянца по рождению из «Еновы» (Генуи) Колумбуса (Х. Колумба) и первое употребление слова «Америка» как названия «великого острова», открытого во время путешествия неким «ишпаном» по имени «Алберикус веспузиус» (Америго Веспуччи). Полностью запись в «Хронике всего света» гласит: «О походе амъмерикуса Веспуцыа: Амъмерикус прозван именем от великого острова амъмерика, атот остров мошно прозвать за четвертую часть света: а нашел тот остров аммерикус веспуцыа».
Автор «Хроники польской» (пол. Kronika polska), изданной в 1597 году его сыном Иоахимом Бельским, и первого оригинального польского моралите — «Комедия Юстина и Констанции» (пол. Komedja Justyna i Konstancjej) (1557).
Умер в 1575 году в Паенчно, где и похоронен.

## Сочинения
- Żywothy Philozophów, to iest mędrczów nauk przyrodzonych. Y też innych mężow, cnotami ozdobionych ku obyczajnemu nauczaniu człowieka każdego…, 1535;
- Kronika, to jest historja świata 1550 ;
- Kronika wszystkiego świata, изд. 1551, 1554, 1564;
- Kronika polska. Kraków, 1597
- Sen majowy pod gajem zielonym jednego pustelnika, 1586;
- Sjem niewieści, 1586
- Rozmowa nowych proroków, dwu baranów o jednej głowie …, 1587.
- Sprawa rycerska — стихотворное изложение обязанностей воина
- Сатиры. Краков. 1890.